# Sent Pau de la Ròcha
Sent Pau la Ròcha (en francès Saint-Paul-la-Roche) és un municipi francès situat al departament de la Dordonya i a la regió de la Nova Aquitània.

## Demografia
| 1962                                       | 1968 | 1975 | 1982 | 1990 | 1999 | 2007 |
| ------------------------------------------ | ---- | ---- | ---- | ---- | ---- | ---- |
| 872                                        | 794  | 616  | 591  | 555  | 551  | 520  |
| Des de 1962: població sense dobles comptes |      |      |      |      |      |      |

## Administració
| Període   | Identitat            | Partit |
| --------- | -------------------- | ------ |
| 2001-2008 | Jean-Michel Gendraud |        |
| 2008-     | Jean-Antoine Bordas  |        |